# Rue des Fonds-Verts
La rue des Fonds-Verts est une voie située dans le quartier de Bercy du 12e arrondissement de Paris.

## Situation et accès
La rue des Fonds-Verts est accessible à proximité par la ligne de métro 6 à la station Dugommier.

## Origine du nom

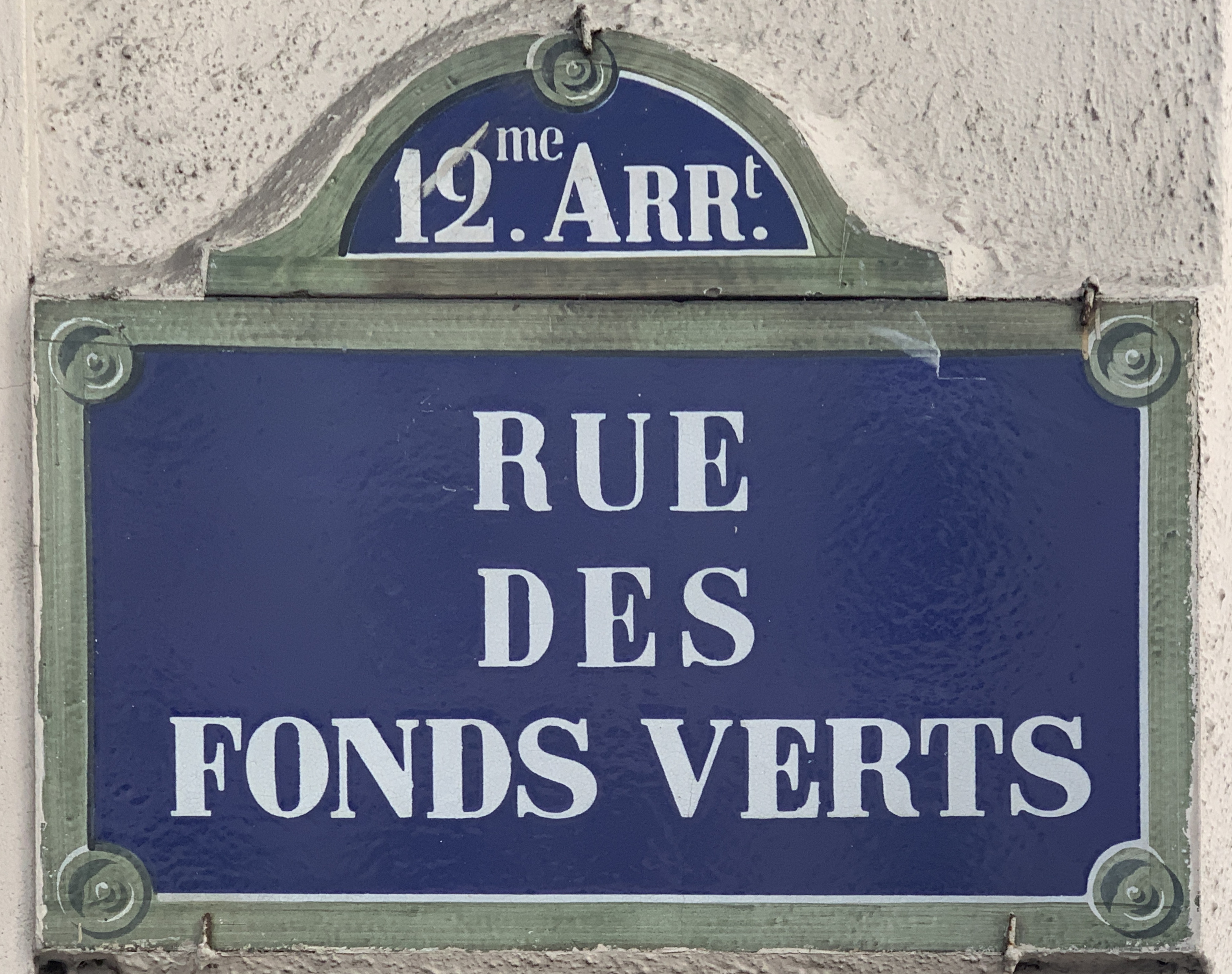
Plaque de la rue.

Elle prend son nom de la zone marécageuse de la « vallée de Fécamp » dans laquelle elle se situe.

## Historique
Ancienne voie de la commune de Bercy, elle portait le nom de « ruelle des Fonds-Verts » en 1845. Elle devient la « rue des Fonds-Verts » après avoir été incorporée à la ville de Paris, après l'annexion de son territoire par la capitale, en 1863. Le ru de Montreuil longeait la ruelle.